# George Gordon, 5. Earl of Huntly
George Gordon, 5. Earl of Huntly (* um 1532/34; † 20. Oktober 1576 in Strathbogie) war schottischer Hochadliger.

## Herkunft und Familie
Er wurde als zweiter Sohn von George Gordon, 4. Earl of Huntly, und dessen Ehefrau Elizabeth Keith geboren. Das Ehepaar Huntly hatte insgesamt neun Söhne und drei Töchter.
Sein Vater war der älteste Sohn des 1517 verstorbenen John Gordon, Lord Gordon, Sohn des 3. Earl of Huntly, und der Margaret Stewart (* 1497), uneheliche Tochter Jakobs IV. Er folgte 1524 seinem Großvater im Earldom of Huntly. Seit seinem Sieg über die Engländer bei Haddon Rig im August 1542 besaß der 4. Earl of Huntly großen Einfluss in der schottischen Politik. Er war mehrmals schottischer Lordkanzler, seit 1549 auch Earl of Moray, und beherrschte den Nordosten Schottlands wie ein unabhängiger König. Seine Mutter war eine energische, resolute und schreibkundige Frau und galt als das eigentliche Haupt des Clan Gordon.
George Gordon, der spätere 5. Earl of Huntly, wurde 1556 Sheriff von Inverness. Die Bündnispolitik seiner Eltern führten 1558 zur Eheschließung George Gordons mit Lady Anne Hamilton, Tochter von James Hamilton, 2. Earl of Arran, 1. Herzog von Châtellerault.

## Der Aufstand von 1562
Der vierte Earl plante 1561, die katholische Messe in seinem Machtbereich wieder einzuführen. Dies führte zum heftigen Streit mit Maria Stuart und ihrem Halbbruder Lord James Stewart. Im Januar 1562 fiel der 4. Earl of Huntly bei der Königin in Ungnade. Sie entzog ihm das Earldom of Moray und ernannte ihren Halbbruder zum neuen Earl. Huntly wurde aufgefordert, alle Geschütze des Huntly Castle an die Königin auszuliefern. Daraufhin signalisierten die Adligen des Nordens Huntly ihre Bereitschaft zum Aufstand gegen die Königin und vor allem gegen James Stewart, 1. Earl of Moray.
Im August 1562 zogen die Truppen Maria Stuarts aus Edinburgh in den Norden. Am 11. September 1562 befahl die Königin dem ältesten Sohn Huntlys, Alexander Gordon, ihr das Inverness Castle kampflos zu übergeben. Alexander Gordon verweigerte die Übergabe, die königlichen Truppen stürmten unter Führung von James Stewart, 1. Earl of Moray, die Festung und der besiegte Alexander Gordon wurde noch am gleichen Abend wegen Hochverrats gehängt. Der 4. Earl of Huntly schickte daraufhin seinen zweiten Sohn George zu dessen Schwiegervater James Hamilton, 2. Earl of Arran, in den Süden Schottlands, um militärischen Beistand zu erbitten.
George Gordon, 4. Earl of Huntly, verlor gegen die königlichen Truppen am 28. Oktober 1562 die entscheidende Schlacht von Corrichie und verstarb nach der Schlacht infolge eines Schlaganfalls. 1563 wurde er postum wegen Hochverrats geächtet, womit der Titel des Earl of Huntly verwirkt war und seine Ländereien von der Krone eingezogen wurden. Seine Söhne wurden gefangen genommen, der drittälteste John wurde am 2. November 1562 hingerichtet. George Gordon, der der Erbe seines Vaters war, nahm nicht an der Schlacht teil, er wurde jedoch einige Tage später ebenfalls verhaftet. Die Königin verurteilte George Gordon und seinen siebzehnjährigen Bruder Adam zu Haftstrafen, obwohl ihre Berater die Hinrichtung der Gordons empfohlen hatten. Seine Haftzeit verbrachte George Gordon auf Dunbar Castle.
Nach der Schlacht von Corrichie übertrug die Königin ihrem Halbbruder James Stewart, 1. Earld of Moray, viele weitere Ländereien, Titel und Ämter, so dass der schottische Norden in zwei rivalisierende Machtblöcke zerfiel.

## Earl of Huntly
Aufgrund ihrer Ehe mit Henry Stuart, Lord Darnley kam es zum Zerwürfnis zwischen der Königin und dem Earl of Moray. Ende Juli 1565 begann Moray, gegen Maria Stuart zu rebellieren. Daraufhin entließ die Königin am 3. August 1565 George Gordon aus der Haft und stellte ihm im Oktober 1565 den Titel des 5. Earl of Huntly wieder her. Die Wiederherstellung umfasste zunächst nur den nominalen Titel, die dazugehörigen Ländereien erhielt er erst 1567 zurück, nachdem die Wiederherstellung vom Parlament ratifiziert worden war. Als Zeichen ihrer Versöhnung mit den Gordons richtete Maria Stuart am 24. Februar 1566 die Hochzeit von Huntlys Schwester Lady Jean Gordon (1546–1629) mit James Hepburn, 4. Earl of Bothwell, aus. Beide Clans zählten jetzt zu den wichtigsten Verbündeten der Königin. Im März 1566 führten die königstreuen Bothwell und Huntly gemeinsam ihre Truppen gegen die Verschwörer, die u. a. auch den einflussreichen Sekretär der Königin David Rizzio ermordet hatten.
Seit November 1566 war Huntly, inzwischen schottischer Lordkanzler, in die Pläne, die zur Ermordung Darnleys am 10. Februar 1567 führten, eingeweiht. Eine direkte Mittäterschaft konnte ihm jedoch nicht nachgewiesen werden. Als die Königin eine Woche nach der Ermordung ihres Mannes Edinburgh verlassen musste, übernahmen Huntly und Bothwell, der zu den Hauptverdächtigen des Attentates zählte, die Überwachung ihres Sohnes James (Jakob VI.) auf Schloss Holyrood.
Am 19. April 1567 lud Bothwell achtundzwanzig Adlige und Prälaten, darunter auch Huntly, in die Ainslie-Taverne ein. Die Adligen sollten sich verpflichten, Bothwell als Gatten Marias zu empfehlen. Dies hätte bedeutet, dass er als König der Schotten anerkannt wäre. Huntly unterzeichnete den „Ainslie-Bond“, obwohl seine Schwester Jean noch mit Bothwell verheiratet war. Jean Gordon hatte allerdings keine Einwände gegen eine Scheidung, da ihre Ehe nur aus politischen Überlegungen geschlossen worden war. Am 15. Mai 1567 heirateten Bothwell und Maria Stuart. Doch wenig später wechselten wegen dieser Heirat viele königstreue Anhänger in das gegnerische Lager. Huntly zog sich deswegen nach Strathbogie in den Norden Schottlands zurück und wartete dort die politischen Ereignisse ab.
Am 15. Juni 1567 schlugen die Aufständischen um James Douglas, 4. Earl of Morton, bei Carberry Hill die königstreuen Truppen unter Führung Bothwells. Der flüchtende Bothwell wurde daraufhin geächtet. Huntly, den Bothwell in Strathbogie aufsuchte, erkannte die aussichtslose Lage seines ehemaligen Schwagers und mobilisierte nicht die Truppen des Nordens zugunsten der Königin. Am 24. Juli 1567 wurde die auf Loch Leven Castle gefangengesetzte Königin zur Abdankung genötigt und fünf Tage später ihr Sohn zum König gekrönt. Für den kaum einjährigen Jakob VI. übernahm der Earl of Moray die Regentschaft. Bald danach schloss sich Huntly, der vom Amt des schottischen Lordkanzlers zurücktreten musste, der Partei des Regenten an.
Im Juli 1569 votierten die schottischen Adligen in Perth mit vierzig gegen neun Stimmen gegen eine Wiedereinsetzung Maria Stuarts als Königin der Schotten. Zu den neun Adligen, die für Maria stimmten, gehörte Huntly. Morays Stellung als Regent schien gefestigt, vor allem aufgrund der zunehmenden Unterstützung der englischen Königin Elisabeth I. Nach der Ermordung des Regenten am 23. Januar 1570 brach in Schottland ein Bürgerkrieg zwischen der Partei der Königin unter Führung William Maitlands, in deren Reihen Huntly jetzt wieder kämpfte, und der Partei des Königs unter Führung der amtierenden Regenten Matthew Stewart, 4. Earl of Lennox, und Morton aus. 1572 erkannte Huntly die Aussichtslosigkeit der Politik von Maria an und unterwarf sich dem Regenten Morton. Er zog sich aus dem politischen Leben zurück und verstarb am 20. Oktober 1576 in Strathbogie.
George Gordon, 5. Earl of Huntly, unterschied sich in einigen Punkten von den schottischen Adligen seiner Zeit. Er war Protestant und unterstützte trotzdem die katholische Königin Maria. Seinen Glauben betrachtete er als eine persönliche Angelegenheit, Politik und Religion trennte er strikt. Er war nicht bereit oder in der Lage, die Interessen seines Clans hinter religiösen Vorwänden zu verbergen.

## Nachkommen
Aus der 1558 geschlossenen Ehe mit Lady Anne Hamilton entstammen folgende Kinder:
- George Gordon, 1. Marquess of Huntly, 6. Earl of Huntly (1562–1636) ⚭ 1588 Lady Henrietta Stuart (1573–1643), Tochter des Esmé Stewart, 1. Duke of Lennox;
- Alexander Gordon of Strathven († 1622), ⚭ 1588 Lady Agnes Sinclair († 1619), Witwe des Andrew Hay, 8. Earl of Erroll, Tochter des George Sinclair, 4. Earl of Caithness;
- William Gordon, Franziskaner;
- Lady Jean Gordon († 1615) ⚭ 1585 George Sinclair, 5. Earl of Caithness (1566–1643).